# Jean Fabre (Romanist)
Jean Fabre (* 13. Dezember 1904 in Murat-sur-Vèbre, Region Midi-Pyrénées; † 21. August 1975 ebenda) war ein französischer Romanist und Literaturwissenschaftler.

## Leben und Werk
Fabre ging in Albi und Toulouse zur Schule, durchlief die École normale supérieure und bekam die Agrégation. Von 1929 bis 1939 unterrichtete er am Institut français und an der Universität Warschau, von 1940 bis 1942 am Lycée du Parc in Lyon. Von 1942 bis 1952 lehrte er als Maître de conférences und später als Professor an der Universität Straßburg. Er habilitierte sich 1952 in Paris mit den beiden Dissertationen Stanislas-Auguste Poniatowski et l'Europe des lumières. Etude de cosmopolitisme (Paris 1952, 1984) und (Hrsg.) Diderot, Le Neveu de Rameau. Edition critique avec notes et lexique (Genf 1950) und war von 1952 bis 1969 Professor für die französische Literatur des 18. Jahrhunderts an der Sorbonne. 1970 lehrte er noch an der Yale University, 1973 an der University of Virginia in Charlottesville.
Fabre gehörte der Polnischen Akademie der Wissenschaften (1959) und der British Academy (korrespondierendes Mitglied 1970) an. Er war Ehrendoktor der Adam-Mickiewicz-Universität Posen (1966) und der Freien Universität Brüssel (1969). Fabre war Ritter der Ehrenlegion.

## Weitere Werke
- (Hrsg.) Diderot, Le neveu de Rameau. Edition critique avec notes et lexique, Genf 1950, 1963, 1977
- André Chénier. L'homme et l'œuvre,  Paris 1955, 1966
- Lumières et romantisme. Energie et nostalgie de Rousseau à Mickiewicz, Paris 1963, 1980
- L'abbé Prévost et la tradition du roman noir, Aix-en-Provence 1965
- L'art de l'analyse dans "La princesse de Clèves", Paris 1970, 1989
- (Mithrsg.) Diderot, Œuvres complètes. Edition critique et annotée, publiée sous la direction de Herbert Dieckmann, Jean Fabre et Jacques Proust; avec les soins de Jean Varloot, Paris 1975ff (Nachfolger 1975: Jean Varloot)
- Idées sur le roman. De Madame de Lafayette au marquis de Sade, Paris 1979
- Od Oświecenia do Romantyzmu. Studia i szkice z literatury i kultury polskiej, hrsg. von Krystyny Kasprzak, Warschau 1995